# Preobrajenka, Mejova
Preobrajenka (în ucraineană Преображенка) este localitatea de reședință a comunei Preobrajenka din raionul Mejova, regiunea Dnipropetrovsk, Ucraina.

## Demografie
Componența lingvistică a localității Preobrajenka
     Ucraineană (98,84%)
     Rusă (1,16%)
Conform recensământului din 2001, majoritatea populației localității Preobrajenka era vorbitoare de ucraineană (98,84%), existând în minoritate și vorbitori de rusă (1,16%).